# فيك ستيفنسون
فيك ستيفنسون هو لاعب كرة القدم الكندية كندي، ولد في 22 سبتمبر 1960 في نيو ويستمينيستر في كندا.